# Hannibal (Name)
Hannibal ist ein männlicher Vorname und Familienname.

## Herkunft und Bedeutung
Der Name stammt aus dem Phönizischen und bedeutet „Baal ist gnädig“.

## Varianten
- italienisch Annibale
- portugiesisch Aníbal
- spanisch Aníbal

## Namensträger

### Vorname
Antike:
- Hannibal Mago († 406 v. Chr.), karthagischer Feldherr, Enkel des karthagischen Herrschers Hamilkar I. Starb bei der Schlacht von Agrigent gegen die Griechen 406 v. Chr.[1]
- Hannibal (um 247 v. Chr.; † 183 v. Chr.), karthagischer Feldherr
- Hannibal Gisko († 258 v. Chr.), karthagischer Flotten- und Armeekommandeur im Ersten Punischen Krieg
- Hannibal (Sohn Bomilkars) († nach 215 v. Chr.), neben dem berühmten Hannibal ein weiterer karthagischer Feldherr im Zweiten Punischen Krieg

Frühzeit:
- Hannibal Orgas (um 1575–1629), italienischer Kapellmeister und Komponist
- Hannibal von Schauenburg (1582–1634), Graf, Generalfeldzeugmeister, kaiserlicher Feldmarschall und Komtur des Malteserordens
- Hannibal von Degenfeld (1648–1691), schwäbischer Heerführer in venezianischen Diensten
- Hannibal August von Schmertzing (1691–1756), königlich-polnischer und kurfürstlich-sächsischer Kammerherr und Rittergutsbesitzer
- Hannibal Germanus von Schmertzing (1660–1715), königlich-polnischer und kurfürstlich-sächsischer Kammerherr, Oberhofmeister und Amtshauptmann der Ballei Thüringen sowie Ritter des Johanniterordens

Neuzeit:
- Hannibal Marquis Sommariva (1755–1829), österreichischer General italienischer Abstammung
- Hannibal Goodwin (1822–1900), US-amerikanischer Geistlicher und Erfinder
- Hannibal Hamlin (1809–1891), US-amerikanischer Politiker
- Hannibal Hamlin Garland (1860–1940), US-amerikanischer Schriftsteller
- Hannibal Lafayette Godwin (1873–1929), US-amerikanischer Politiker
- Hannibal Valdimarsson (1903–1991), isländischer Politiker
- Hannibal von Lüttichau (1915–2002), deutscher Offizier und Präsident der Deutschen Burgenvereinigung e. V.
- Hannibal Marvin Peterson (* 1948), US-amerikanischer Jazztrompeter
- Hannibal Sehested (Politiker, 1609) (1609–1666), dänischer Politiker, Staatsmann
- Hannibal Sehested (Politiker, 1842) (1842–1924), dänischer Politiker (Højre), Ministerpräsident
- Hannibal al-Gaddafi (* 1975), vierter Sohn des ehemaligen libyschen Machthabers Muammar al-Gaddafi
- Hannibal Buress (* 1983), US-amerikanischer Schauspieler, Drehbuchautor und Comedian

fiktive Namensträger:
- Hannibal Lecter, fiktive Roman- und Filmfigur
- John „Hannibal“ Smith, fiktive Serienfigur in Das A-Team

### Familienname
- Abraham Petrowitsch Hannibal (um 1696–1781), Prinz von Eritrea oder Logone-Birni (Kamerun) und russischer General en Chef
- Ehrenreich Hannibal (1678–1741), schwedisch-deutscher Münzstempel- und Siegelschneider sowie Medailleur
- Heinrich Hannibal (1889–1971), deutscher Polizist und SS-Offizier
- Iwan Abramowitsch Hannibal (1735–1801), russischer Zeugmeister der Marineartillerie und General en chef
- Marc Hannibal (1931–2011), US-amerikanischer Basketballspieler und Schauspieler
- Martin Hannibal (Maler) (1640–1720), deutsch-ungarischer Maler
- Martin Hannibal (Medailleur) (um 1704–1766), deutscher Stempelschneider und Medailleur
- Noelle Hannibal (* 1968), US-amerikanische Musicaldarstellerin, Sängerin, Gitarristin, Film-, Fernseh- und Theaterschauspielerin sowie Begründerin der Theatergesellschaft In The Wings Promotions
- Ossip Abramowitsch Hannibal (1744–1806), Alexander Puschkins Großvater mütterlicherseits